# Elecciones presidenciales de Cabo Verde de 2011
Las elecciones presidenciales de Cabo Verde de 2011, quintas desde la democratización del país y la instauración de la presidencia electa, tuvieron lugar en primera vuelta el 7 de agosto del mencionado año con el objetivo de elegir al presidente de la República de Cabo Verde para el período 2011-2016. El presidente saliente, Pedro Pires, no podía presentarse a la reelección debido a que ya había cumplido dos mandatos consecutivos en el cargo. Como ninguno de los candidatos obtuvo mayoría absoluta en primera vuelta, se realizó una segunda el 21 de agosto.
Ante la imposibilidad de una segunda reelección de Pires, la campaña electoral se caracterizó por una crisis interna dentro del partido gobernante, el socialista Partido Africano de la Independencia de Cabo Verde (PAICV), que presentó la candidatura de Manuel Inocêncio Sousa. El candidato de la principal oposición, el liberal Movimiento para la Democracia (MpD), fue Jorge Carlos Fonseca. Una facción disidente del PAICV, descontenta con la candidatura de Inocêncio, presentó al vicepresidente del partido, Aristides Lima como candidato independiente, apoyado a su vez por la conservadora Unión Caboverdiana Independiente y Democrática (UCID), y el Partido Laborista y Solidario (PTS). El eje entre el socialismo disidente, la UCID y el PTS se convirtió en la primera amenaza seria para el hasta entonces casi puro bipartidismo entre el PAICV y el MpD. Un cuarto candidato independiente fue, por su parte, Joaquim Monteiro.
En la primera vuelta de las elecciones, ante la división del socialismo, Fonseca obtuvo la primera minoría de votos con un 37.79%. A pesar de la expectativa de una ruptura del bipartidismo, Inocêncio logróun segundo puesto ajustado con el 32.66% de las preferencias, pasando al desempate contra Fonseca. Lima obtuvo, sin embargo, el mejor resultado para un candidato presidencial ajeno a los dos partidos mayoritarios, con un 27.71%, quedando Monteiro en cuarto lugar con el 1.84%. La participación fue de apenas el 53.5%, un poco más alta que en la anterior elección. La segunda vuelta electoral tuvo lugar el 21 de agosto con una holgada victoria para Fonseca, con el 54.26% de los votos contra el 45.74% de Inocêncio, con una participación del 59.9%. Fonseca asumió 9 de septiembre de 2011, convirtiéndose de este modo en el cuarto presidente desde la independencia de Cabo Verde.

## Campañas
En estas elecciones participaron cuatro candidatos:
- Manuel Inocêncio Sousa, que previamente había sido Ministro de Asuntos Exteriores del país, por el entonces gobernante Partido Africano de la Independencia de Cabo Verde.
- Aristides Lima, Presidente de la Asamblea Nacional, miembro del Partido Africano de la Independencia de Cabo Verde, se presentó sin el apoyo de su partido, que había decidido apoyar a Sousa.
- Jorge Carlos Fonseca, otro exministro de Asuntos Exteriores, candidato del Movimiento para la Democracia
- Joaquim Monteiro, también como candidato independiente

## Resultados
| Candidato                          | Partido                                            | Primera vuelta | Primera vuelta | Segunda vuelta | Segunda vuelta |
| Candidato                          | Partido                                            | Votos          | %              | Votos          | %              |
| ---------------------------------- | -------------------------------------------------- | -------------- | -------------- | -------------- | -------------- |
| Jorge Carlos Fonseca               | Movimiento para la Democracia                      | 60.887         | 37.79          | 97.735         | 54.26          |
| Manuel Inocêncio Sousa             | Partido Africano de la Independencia de Cabo Verde | 52.612         | 32.66          | 82.379         | 45.74          |
| Aristides Lima                     | Independiente                                      | 44.648         | 27.71          |                |                |
| Joaquim Monteiro                   | Independiente                                      | 2.958          | 1.84           |                |                |
| Votos en blanco/inválidos          | Votos en blanco/inválidos                          | 1,855          | –              | 2,249          | –              |
| Total                              | Total                                              | 162,960        | 100            | 182,363        | 100            |
| Votantes registrados/participación | Votantes registrados/participación                 | 304,621        | 53.5           | 304,621        | 59.9           |
| Fuente: African Elections Database |                                                    |                |                |                |                |